# دونكان كول
دونكان كول (بالإنجليزية: Duncan Cole)‏ (مواليد 12 يوليو 1958) هو لاعب كرة قدم. يلعب مع منتخب نيوزيلندا لكرة القدم. سبق له أن لعب في كأس العالم لكرة القدم مع منتخب بلاده.

## روابط خارجية
- دونكان كول على موقع الاتحاد الدولي (مؤرشف)  (الإنجليزية)
- دونكان كول على موقع قاعدة بيانات كرة القدم.إي يو (الإنجليزية)
- دونكان كول على موقع ناشيونال فوتبول تيمز (الإنجليزية)
- دونكان كول على موقع عالم كرة القدم.نت (الإنجليزية)